# Aidanosagitta erythraea
Aidanosagitta erythraea är en djurart som tillhör fylumet pilmaskar, och som först beskrevs av Casanova 1985.  Aidanosagitta erythraea ingår i släktet Aidanosagitta och familjen Sagittidae.
Artens utbredningsområde är Röda havet. Inga underarter finns listade i Catalogue of Life.